# Озёра Таджикистана

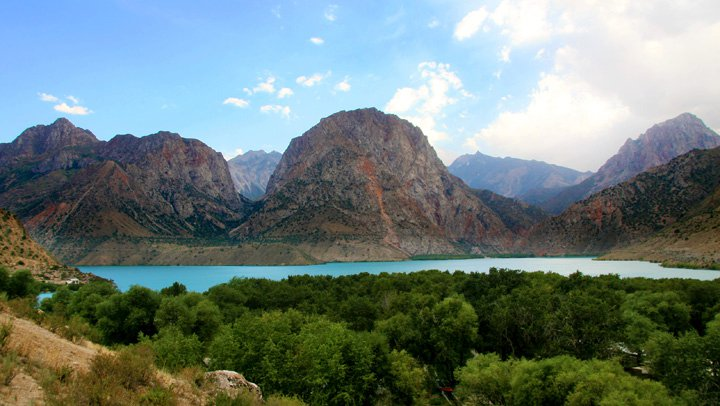
Озеро Искандеркуль

На территории Таджикистана, расположены более двух тысяч озёр. Большое количество озёр, находятся в основном в горных местах на северо-западе, в районе Фанских гор, в центральной и восточной части республики, в районе Памира.

## Описание
Зеркало воды всех озёр в целом, составляет 1005 км² – это приблизительно 1% территории страны. Площадь 22-х озёр в общей сложности, занимает 625 км². Озёра по происхождению котловин, делятся на пять видов образований: тектонические, ледниковые, завальные, карстовые и пойменные. На дне горных долин, перегороженные моренами, образовалось часть из них, например, в долине реки Шинга — Маргузорские озера, в долине реки Артуч — Куликалон, на Памире - озеро Зоркуль.
Тектоническое ледниково-завальное озеро Искандеркуль, лежит в горах Зеравшанского хребта и образовалось оно, в результате отложения морены и последующего обвала.

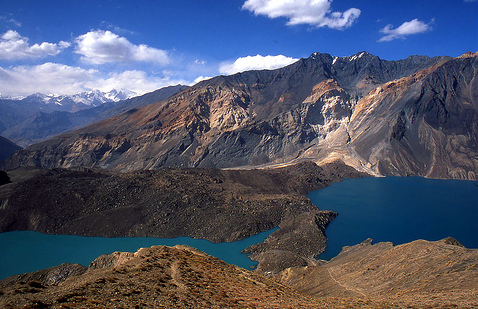
Сарезское озеро

В результате горных обвалов и землетрясений образовались озёра Сарез и Яшилькуль. В 1911 г, в результате Усойского обвала, образовалось одно из глубоких озёр страны — Сарезкое, глубина которого превышает 500 м. Самое крупное озеро в Таджикистане Каракуль, образовалось в тектонической впадине Восточного Памира. Каракуль, по площади, занимает 380 км², максимальная глубина составляет около 240 м и считается самым крупным ледниково-тектоническим озером. Озеро располагается на высоте 4000 м, на территории Восточного Памира.
В республике на 2010 год существует 17 водохранилищ. Крупнейшими являются Таджикское Море, Нурекское, Фарходское, Бойгози, Каттасойское, Муминабадское, Даханасойское, Сангтудинское 1, Сангтудинское 2, Рогунское и Сарбандское, которые используются для выработки электроэнергии, орошения плодородных земель и водоснабжения населения. На 2010 год объём 10 водохранилищ превышает 10 млн м³, а их суммарный объём — 29 км³.
В озёрах Таджикистана, животный мир, сравнительно беден. В них водятся следующие виды рыб: сазан, лещ, сом, маринка, форель.

## Расположение и характеристика озёр
| Название      | Регион               | Площадь (кв. км.) | Наибольшая длина (м) | Наибольшая ширина (м) | Наибольшая глубина (м) | Объём (км³) | Прозрачность (м) | Высота над уровнем моря (м) |
| ------------- | -------------------- | ----------------- | -------------------- | --------------------- | ---------------------- | ----------- | ---------------- | --------------------------- |
| Каракуль      | Мургабский район     | 380               |                      |                       | 236                    |             | 9                | 3914                        |
| Сарез         | Мургабский район     | 80                | 6500—7500            | 3 300                 | 505                    | 17          |                  | 3255                        |
| Яшилькуль     | Мургабский район     | 36                |                      | 50                    |                        |             |                  | 3734                        |
| Искандеркуль  | Айнинский район      | 3,4               | -                    | -                     | 72                     |             |                  | 2195                        |
| Куликалон     | Пенджикентский район |                   |                      |                       |                        |             |                  |                             |
| Душаха        | Айнинский район      |                   |                      |                       |                        |             |                  |                             |
| Мутные озёра  | Айнинский район      |                   |                      |                       |                        |             |                  |                             |
| Маргузор      | Пенджикентский район |                   |                      |                       |                        |             |                  | 2140                        |
| Нофин         | Пенджикентский район |                   |                      |                       |                        |             |                  | 1820                        |
| Азорчашма     | Пенджикентский район |                   |                      |                       |                        |             |                  |                             |
| Изшор         | Пенджикентский район |                   |                      |                       |                        |             |                  |                             |
| Соя           | Пенджикентский район |                   |                      |                       |                        |             |                  | 1740                        |
| Нежегон       | Пенджикентский район |                   |                      |                       |                        |             |                  | 1640                        |
| Зоркуль       | Мургабский район     | 0,028             |                      |                       |                        |             |                  |                             |
| Рангкуль      | Мургабский район     |                   |                      |                       |                        |             |                  |                             |
| Комсомольское | Душанбе              | 0,187             | 0,7                  | 0,3                   | 4                      |             |                  | 820                         |